# تشو تشونغ-يون
تشو تشونغ-يون (هانغل: 조중연) هو لاعب كرة قدم كوري جنوبي في مركز الوسط، ولد في 18 يناير 1946 في كوريا الجنوبية.